# 비니불가
비니불가(영어: Only You 온리 유[*], 중국어: 非你不可, 병음: Fēi nǐ bù kě 페이니부커[*])은 등화도 감독, 임심여, 진곤, 양설 주연의 TV 드라마이다.
2001년 제작된 20부작 중국드라마 《비니불가》는 임심여와 진곤 커플의 첫 합작드라마로 화제를 모았다. 베이징이 주 촬영지이며 중화인민공화국에서의 방송과 동시에 중화민국 TTV채널에서도 방송되었다.

## 출연
- 임심여 (쓰자이, 司嘉譯 역)
- 천군 (커레이, 柯　磊 역)
- 양설 (쑤옌, 蘇　嚴 역)
- 딩지청 (모둔바이, 莫頓白 역)
- 금리리 (커친, 柯　琴 역)
- 장외 (장호린, 江浩林 역)

## 주제가
방120개심(放120个心) ........신흔(辛欣)